# Portorium
Portorium (mv. portoria) was in het Romeinse Rijk de algemene verzamelnaam voor alle soorten van tol, in-, uit- en doorvoerrechten.
Portoria werden geheven, als vorm van bijdragen aan de openbare financiën, van personen en zaken die van een bepaalde weg, brug, veer, poort, etc. gebruik wilden maken, of die een bepaalde grens overschreden, hetzij de rijksgrens, hetzij de grenzen van een stadsgebied, van een provincie of van een groep van tot één tolstelsel verenigde provincies of gebiedsdelen.

## Evolutie
De oudste bronnen over dergelijke portoria en de verpachting ervan dateren uit de vroege 2e eeuw v.Chr., maar het verschijnsel zelf is zonder twijfel veel ouder. In 60 v.Chr. werden in Italië alle vormen van tol afgeschaft, maar Julius Caesar stelde in 46 v.Chr. weer invoerrechten in.
In de keizertijd was het gehele Romeinse Rijk ingedeeld in toldistricten, waar sterk verschillende barema's golden. In Gallia en in Asia was dat bijvoorbeeld 2,5%, in Egypte en Syrië liep dat op tot 25%.
Tot in de 2e eeuw na Chr. werden de portoria, evenals andere vormen van belastingen, voor de staat geïnd door particuliere belastingpachters of -pachtmaatschappijen, de zogenaamde publicani. Sinds de tweede helft van de 2e eeuw gebeurde de inning steeds vaker door de staat zelf, die de taak opdroeg aan procuratores.